# Sophineta
Sophineta – rodzaj lepidozauromorfa blisko spokrewnionego z lepidozaurami. Żył we wczesnym triasie na terenach współczesnej Europy. Został opisany w 2009 roku przez Susan E. Evans i Magdalenę Borsuk-Białynicką w oparciu o niemal kompletną prawą kość szczękową (ZPAL RV/175) odkrytą na stanowisku Czatkowice 1 w Czatkowicach (osiedle w Krzeszowicach). Oprócz holotypu odnaleziono również szczątki co najmniej kilku innych osobników. Wiek osadów krasowych, z których wydobyto skamieniałości, datuje się na początek późnego oleneku.
Sophineta osiągała niewielkie rozmiary – na podstawie wielkości kości szczękowej i proporcji czaszki lepidozauromorfa Marmoretta długość czaszki Sophineta oszacowano na około 1 cm. Długość jej tułowia (bez ogona) wynosiła prawdopodobnie około 3 cm. Miała uzębienie pleurodontyczne, jej czaszka charakteryzowała się stosunkowo krótkim regionem przedoczodołowym, dużymi oczodołami, otworami nosowymi i górnym oknem skroniowym. Szkielet pozaczaszkowy jest niewyspecjalizowany, a kręgi są niemal identyczne jak występujące u Gephyrosaurus. Cechy czaszki upodabniają jednak Sophineta do bardziej zaawansowanego kladu Lepidosauria. Analizy filogenetyczne przeprowadzone przez Evans i Borsuk-Białynicką sugerują, że Sophineta jest taksonem siostrzanym dla tego kladu.
Nazwa rodzajowa Sophineta honoruje Zofię Kielan-Jaworowską, której imię pochodzi od greckiego słowa sophia, oznaczającego „mądrość”. Nazwa gatunkowa gatunku typowego, cracoviensis, odnosi się do Krakowa – najbliższego Czatkowicom dużego miasta, a także miejsca, w którym (na Uniwersytecie Jagiellońskim) pracują Mariusz Paszkowski i Józef Wieczorek – odkrywcy stanowiska paleontologicznego w Czatkowicach.